# سیارک ۱۳۳۵۲۸
سیارک ۱۳۳۵۲۸ (به انگلیسی: 133528 Ceragioli، نامگذاری:2003TC2) صد و سی و سه هزار و پانصد و بیست و هشتمین سیارک کشف شده‌است که در ۴ اکتبر ۲۰۰۳ کشف شد.